# Jenny Bossard-Biow
Jenny Bossard-Biow (Breslavia, 1813 – post 1858) è stata una fotografa tedesca.

## Biografia
Nata Johanna Louise Agnes Biow a Breslavia.
Ben poco sappiamo della sua vita. È stata probabilmente la prima donna in Germania ad usare il dagherrotipo fin dal 1844. Figlia del pittore Raphael Biow (1771-1836). Suo fratello Hermann Biow era anch'esso un fotografo che aprì uno studio ad Amburgo nel 1841. Hermann le insegnò a fotografare, tanto che, quando Hermann si trasferì prima a Francoforte sul Meno, a Berlino e infine a Dresda, Jenny prese il suo posto nel negozio di Altona e poi in quello nella strada centrale di Amburgo, aperto nel 1843.
Verso la fine degli anni trenta Jenny aveva sposato il pittore Heinrich Boshardt (citato anche come Bossard) il quale gestiva lo studio di pittura del padre Raphael, da cui divorziò nel 1841. Dal matrimonio nacque il figlio Raphael Bossard (1839-1907) che adottò il cognome Schlegel ed aprì nel 1863 un proprio studio fotografico.
In seconde nozze, nel 1850, Jenny sposò il fotografo Carl Julius Schlegel, anno nel quale morì il fratello Hermann per intossicazione da mercurio. Dopo tale data le notizie diventano frammentarie ed ipotetiche: sembra che nel 1858 abbia rilevato lo studio del fratello ad Amburgo, mentre lo studio di Dresda passò prima a Peter Wilhelm Drenckhahn, che lo tenne aperto fino al 1856, dopodiché passo a Carl von Zeska che continuò l'attività fino al 1898.
Probabilmente una parte delle sue immagini sono conservate presso il Frankfurt Historisches Museum, insieme a quelle di suo fratello.
Nel 2011 lo scrittore Guido Dieckmann ha pubblicato il romanzo thriller Herrin über Licht und Schatten (Padrona di luce e ombra) in cui percorre la vita di Jenny e di suo fratello Hermann sullo sfondo di intrighi e omicidi. Quando Hermann va a Dresda lascia nei debiti la sorella. La vita di Jenny sembra essere in pericolo. Tutto pare ricondurre al misterioso incendio che distrusse Amburgo.

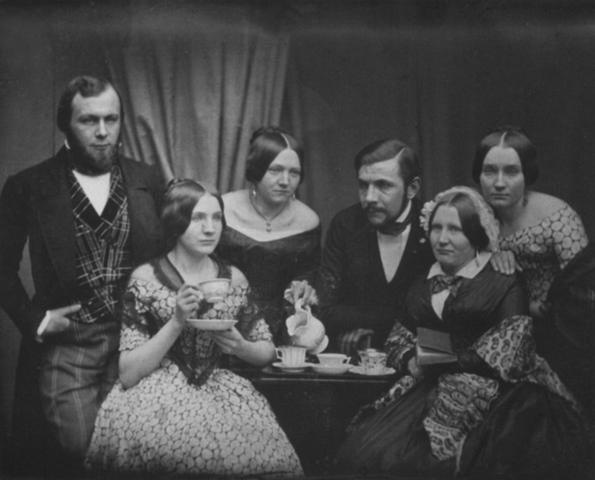
Familie_am_Kaffeetisch di Jenny Bossard-Biow (1849), dagherrotipo (11, 8 x 14,7 cm.). Nel retro compare la firma della fotografa

La foto Familie am Kaffeetisch (Famiglia al tavolino) è stata venduta all'asta di Colonia il 31 ottobre 2002 per la cifra di 10.710 euro.